# Mistislav av obotriterna
Mistislav, död 1018, var regerande furste av obotriternas konfederation ur nakonidernas dynasti mellan 995 och 1018.
Han var son till Mstivoj och övertog makten i obotriternas rike efter att Det stora slaviska upproret slagits ned. Han var kristen och försökte utan framgång ena de vendiska stammarna till ett centraliserat kristet furstendöme, men fick aldrig full kontroll över alla stammar trots stöd av kyrkan och det sachsiska hertigdömet. 